# Summer Breeze Open Air
Summer Breeze Open Air – coroczny festiwal muzyki metalowej organizowany od 1997 roku (z wyjątkiem roku 1998). Jego pierwsza edycja odbyła się w Abtsgmünd (okolice Aalen) w dniach 25–26 lipca 1997 roku, a wystąpiło wówczas 12 zespołów. W roku 2006 festiwal został przeniesiony do Dinkelsbühl. Zespoły występują na trzech scenach. Główne sceny, tzw. Main Stage i Pain Stage, umiejscowione są naprzeciw siebie, zaś trzecia (Partyzelt) znajduje się w namiocie.

## Historia występów
Opracowano na podstawie materiału źródłowego.

### 1997
25–26 lipca 1997 roku (Abtsgmünd)
Apophis, Cold Room, Dawn of Dreams, Ember’s Fire, Face Your Fear, Gap, Madman’s Law, M.I.T., My Misery, Synergy, Voodoo Kiss, Wild Africans

### 1999
2–3 lipca 1999 roku (Abtsgmünd)
Apophis, Crack Up, Darkseed, Dawn of Dreams, End of Green, Fatered, Mr.Vader, Night in Gales, Undertow, Voodoo Kiss

### 2000
24–26 sierpnia 2000 roku (Abtsgmünd)
Apophis, Behind the Scenery, Black Abyss, Blackend, Brainstorm, Coldspell, Crematory, Cryptic Carnage, Dark At Dawn, Dark Breed, Deadspawn, Dies Ater, Dry Rot, E 605, Farmer Boys, Faster But Slower, Fleshcrawl, Flowing Tears, Immortal Rites, Isegrim, Kickdown, Lacrimas Profundere, Le Cri Du Mort, M.E.L.T., Mr.Vader, My Deepest Inner, Night in Gales, Sacred Steel, Subway to Sally, Sudden Death, Suidakra, Tom Angelripper, Twelve After Elf, Undertow, Vader, Weissglut

### 2001
23–25 sierpnia 2001 roku (Abtsgmünd)
Adorned Brood, Aeternitas, Amorphis, Asterius, Bloodflowerz, Capsize, Chinchilla, Crack Up, Dawn of Dreams, Dew-Scented, Die Happy, Ektomorf, End of Green, Eternal Darkness, Evereve, Farmer Boys, Fatered, Finntroll, God Dethroned, Graveworm, Haggard, Immortal, In Blackest Velvet, In Extremo, Jack Frost, Karkadan, Koroded, Kreator, Lacuna Coil, Mirrored Mind, Moonspell, Paul Di’Anno, Pettypew, Primal Fear, Pyogenesis, Rage, Red Aim, Stone the Crow, Symphorce, Tankard, The Armada, The Crown, Tom Angelripper, Vanishing Point

### 2002
22–24 sierpnia 2002 roku (Abtsgmünd)
After Forever, Agathodaimon, Amon Amarth, Ashes You Leave, Axxis, Belphegor, Bloodflowerz, Bonfire, Brainstorm, Burden of Grief, Charon, Criminal, Crystal Ball, Dark At Dawn, Deep Inside Myself, Die Apokalyptischen Reiter, Die Schinder, Dimmu Borgir, Disbelief, Dry Rot, Edguy, Ektomorf, Emil Bulls, End of Green, Entwine, Ewigheim, Flowing Tears, Furbished Face, Gurd, Hypocrisy, Left Hand Solution, Mirror Of Deception, Mourning Caress, Mr.Vader, My Darkest Hate, Mystic Circle, Night In Gales, Nightwish, No Return, Pain, Paradise Lost, Primesth, Pro Pain, Raunchy, Real:Dead:Love:, Red Aim, Redrum Inc., Samael, Sentenced, Smoke Blow, Soilwork, Stormwitch, Substyle, Suidakra, The Blue Season, The Gathering, The More I See, The Nerves, Thorn Eleven, Tiamat, Undertow, Vader, Volcano, Within Temptation, Y Not

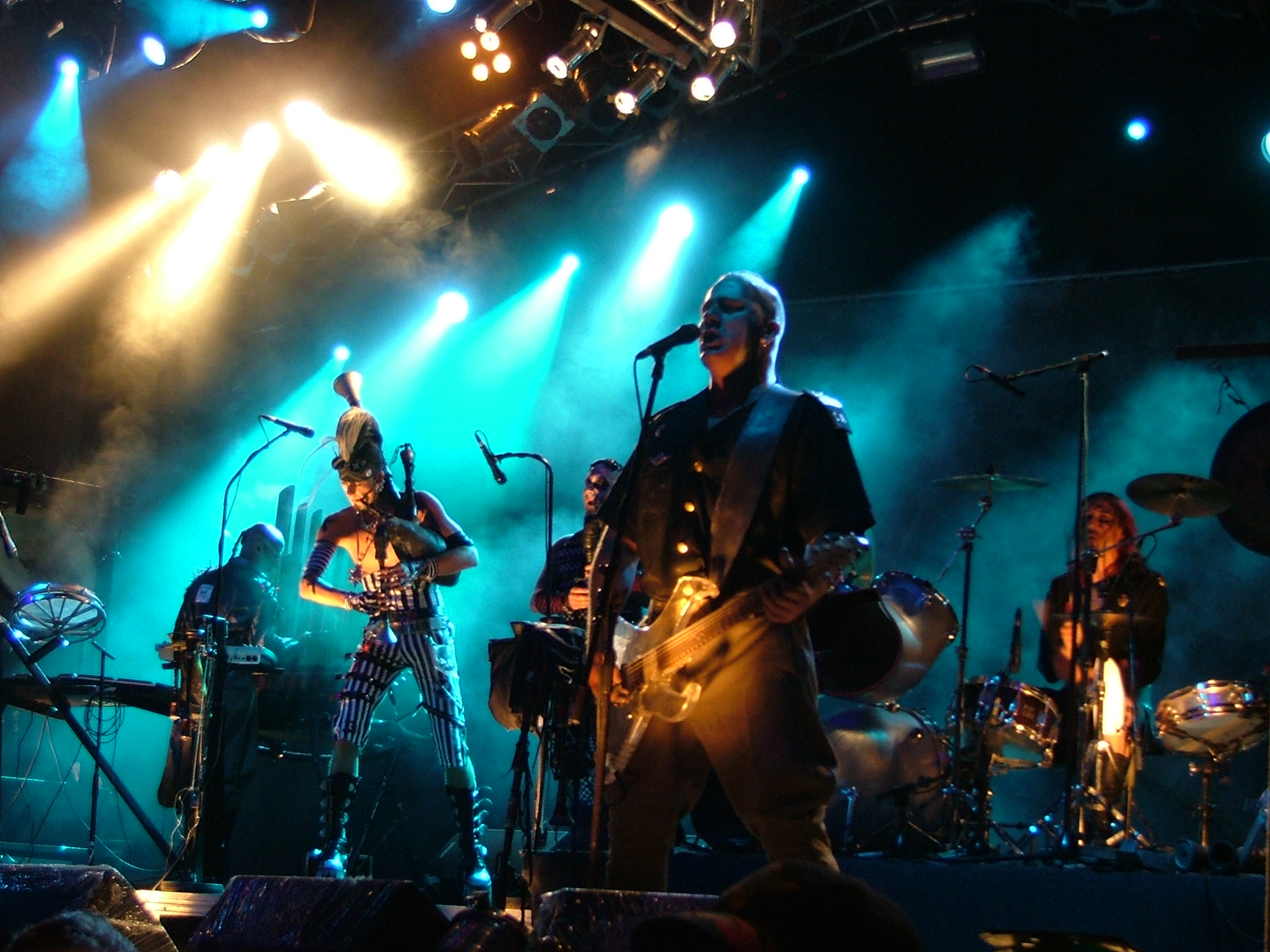
Tanzwut na Summer Breeze w 2007 roku

### 2003
21–23 sierpnia 2003 roku (Abtsgmünd)
Age of Ignorance, Amon Amarth, Amorphis, Bloodflowerz, Callenish Circle, Children of Bodom, Darkseed, Darkwell, Defending the Faith, Desaster, Dew-Scented, Die Apokalyptischen Reiter, Disbelief, Edenbridge, Elis, End of Green, Fallen2pieces, Farmer Boys, Final Breath, Finntroll, God Dethroned, Graveworm, Heaven Shall Burn, Hollenthon, Hypnos, In Extremo, In Flames, J.B.O., Justice, Koroded, Krokus, Letzte Instanz, Naglfar, Napalm Death, Primal Fear, Psychopunch, Pungent Stench, Pyogenesis, Rage, Sincere, Sinner, Sleepinggodslie, Subway to Sally, Symphorce, The Armada, The Crown, The Kovenant, Thunderstorm, Undertow, Within Temptation

### 2004
19–21 sierpnia 2004 roku (Abtsgmünd)
Alev, Beseech, Brainstorm, Busta Hoota, Cataract, Crematory, Criminal, Danzig, Dark Fortress, Deadsoul Tribe, Die Happy, Disillusion, Ensiferum, Equilibrium, Evergrey, Finntroll, Fleshcrawl, Fragments of Unbecoming, Goddes of Desire, Gorerotted, Green Carnation, Hatesphere, Honigdieb, Hypocrisy, Immortal Rites, Katatonia, Lake of Tears, Leaves’ Eyes, Lords of Decadence, Mental Amputation, Mercenary, Mnemic, Mörk Gryning, Paragon, Primordial, Psychopunch, Rawhead Rexx, Saltatio Mortis, Schandmaul, Sentenced, Sirenia, Six Feet Under, Sleepinggodslie, Sodom, Sonata Arctica, Tankard, U.D.O., Vintersorg, Vomitory, Xandria

### 2005
18–20 sierpnia 2005 roku (Abtsgmünd)
Aborted, Amon Amarth, Anorexia Nervosa, Atrocity, Barcode, Behemoth, Born from Pain, Caliban, Dark Tranquillity, Die Apokalyptischen Reiter, Disbelief, Draconian, Ektomorf, End of Green, Endstille, Enthroned, Final Breath, God Dethroned, Emil Bulls, Haggard, Impious, In Extremo, J.B.O., Koroded, Korpiklaani, Krisiun, Lacrimas Profundere, Lacuna Coil, Macabre, Maroon, Midnattsol, Nocte Obducta, Norther, Opeth, Orphaned Land, Pain, Pink Cream 69, Powerwolf, Schandmaul, Skindred, Subway to Sally, Such A Surge, Suidakra, Symphorce, The Bones, The Exploited, The Vision Bleak, Therion, Tristania, Wintersun

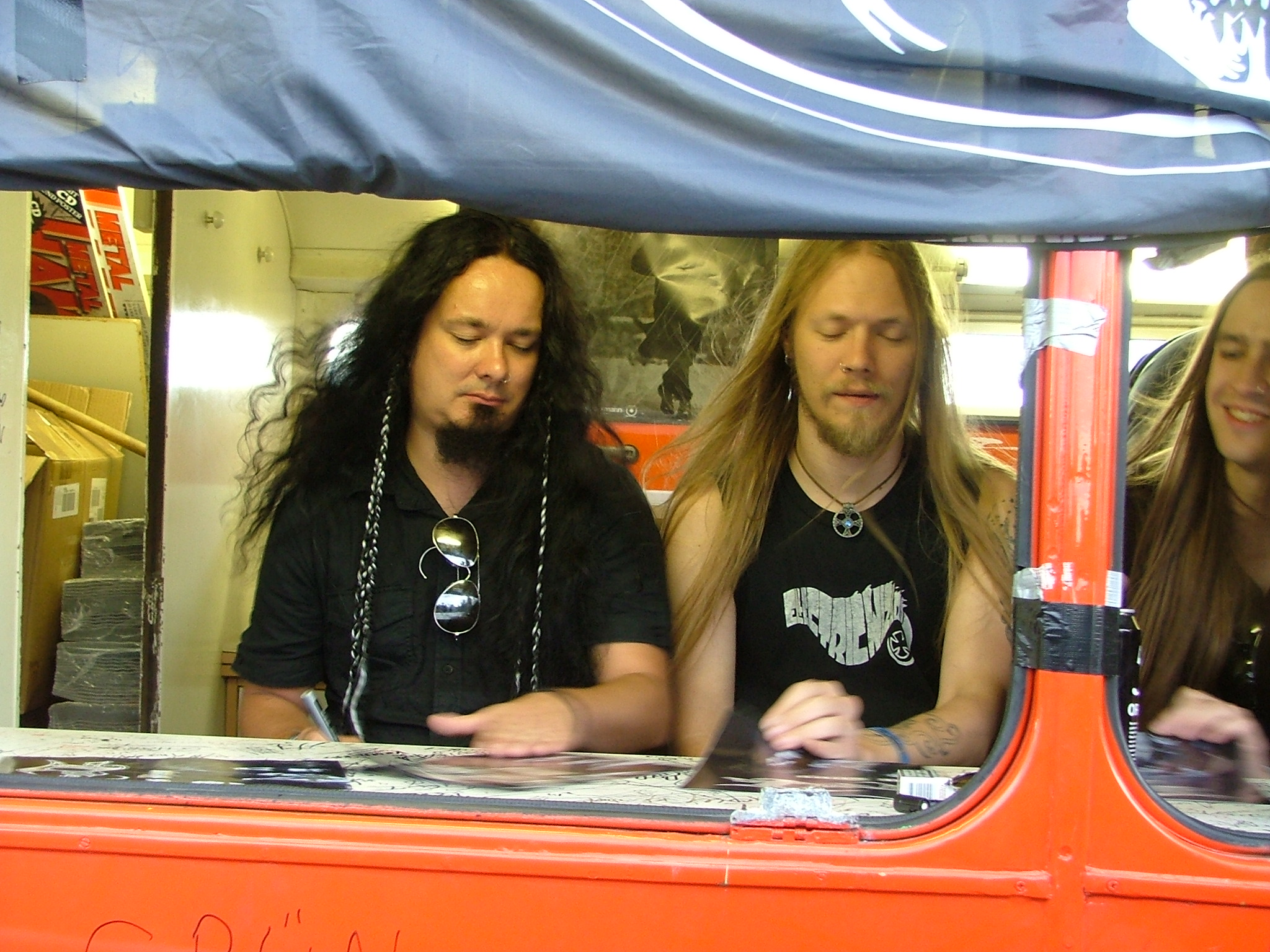
Finntroll na Summer Breeze w 2007 roku

### 2006
17–19 sierpnia 2006 roku (Dinkelsbühl)
1349, Amorphis, Angel Blake, Apostasy, ASP, Bloodflowerz, Carnal Forge, Corvus Corax, Deathstars, Excrementory Grindfuckers, Exilia, Fear Factory, Finntroll, Fragments of Unbecoming, Gamma Ray, Gojira, Heaven Shall Burn, Katatonia, Kreator, Lacrimosa, Legion of the Damned, Leng Tch'e, Liv Kristine, Lumsk, Moonspell, Morbid Angel, My Dying Bride, Neaera, Necrophagist, Negative, One Man Army, Perzonal War, Potentia Animi, Psychopunch, Rebellion, Saltatio Mortis, Scar Symmetry, Subconscious, The Haunted, The Ocean, The Other, Thyrfing, Totenmond, Tourettes Syndrome, Trail of Tears, Turisas, Undertow, Unleashed, Visions of Atlantis, Volbeat

### 2007
16–18 sierpnia 2007 roku (Dinkelsbühl)
Absolute, After Forever, Amon Amarth, Black Messiah, Blitzkid, Bolt Thrower, Breschdleng, Caliban, Communic, Dagoba, Dark Funeral, Dark Tranquillity, Deadlock, Die Apokalyptischen Reiter, Disillusion, Dornenreich, Doro, Eisbrecher, Eluveitie, End of Green, Fall of Serenity, Fear My Thoughts, Finntroll, Hardcore Superstar, Helrunar, Hevein, Illdisposed, Immolation, Impious, In Extremo, Justice, Karkadan, Karma.Connect, Koldbrann, Krypteria, Lacrimas Profundere, L’Âme Immortelle, Last One Dying, Machinemade God, Maroon, Might of Lilith, Moonsorrow, Necrophobic, Nevermore, Nightrage, Oomph!, Pain, Poisonblack, Powerwolf, President Evil, Rage, Secrets of the Moon, Sirenia, Soulfly, Sqealer, Stitch, Suffocation, Swallow the Sun, Sycronomica, Tankard, Tanzwut, The Black Dahlia Murder, Unblest, Volbeat, War from a Harlots Mouth, Xandria

### 2008
14–16 sierpnia 2008 roku (Dinkelsbühl)
3 Inches of Blood, A Dead Lament, Aborted, Ageypnie, Ahab, All Ends, Anathema, Anima, Apophis, Arch Enemy, As I Lay Dying, ASP, Autumn, Behemoth, Beloved Enemy, Black Thoughts Bleeding, Bloodwork, Born from Pain, Cephalic Carnage, Cradle of Filth, Cult of Luna, Dargolf Metzgore, Dark Age, Dark Fortress, Debauchery, Despised Icon, Destruction, Diablo Swing Orchestra, Dismember, drone, Eluveitie, Emil Bulls, End of Green, Endstille, Enemy of the Sun, Ensiferum, Exodus, Fleshcrawl, Fuck Your Shadow From Behind, Graveworm, H-Blockx, Hackneyed, Hacride, Hail of Bullets, Heaven Shall Burn, Heidevolk, Helloween, Hollenthon, Jack Frost, Japanische Kampfhörspiele, Jesus on Extasy, Kataklysm, Keep of Kalessin, Kissin' Dynamite, Korpiklaani, Lay Down Rotten, Mad Sin, Månegarm, Marduk, Megaherz, Midnattsol, Misanthrope, Misery Speaks, Mustasch, My Elegy, Neaera, Negura Bunget, NME.MINE, Novembre, Onslaught, Paradise Lost, Primal Fear, Primordial, Pro-Pain, Rotten Sound, Saltatio Mortis, Schelmish, Shadow Reichenstein, Six Feet Under, Soilwork, Sonic Syndicate, Subway to Sally, Sworn, Textures, The Old Dead Tree, The Rotted, The Vision Bleak, The Wildhearts, Týr, XIV Dark Centuries

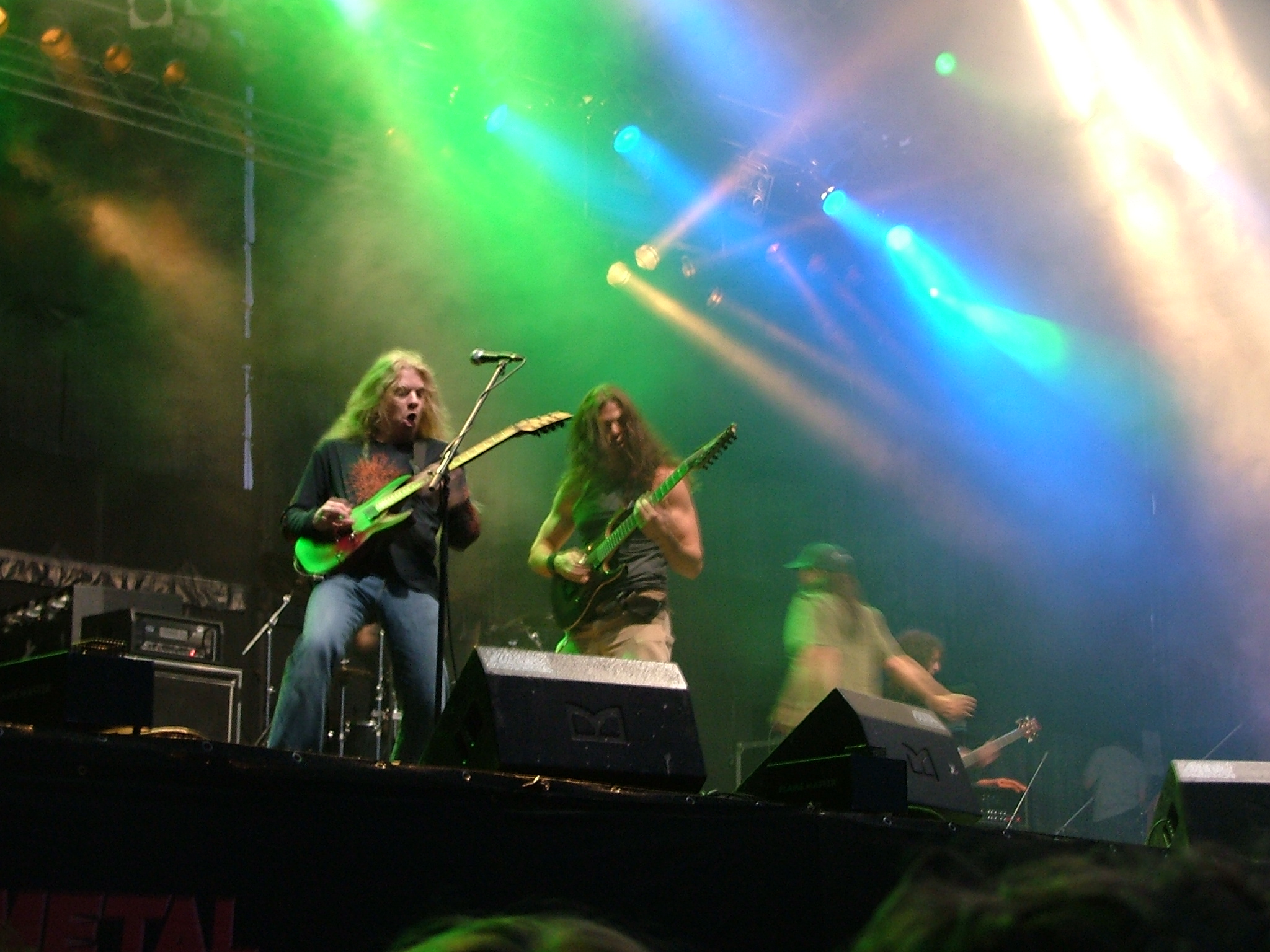
Nevermore na Summer Breeze w 2007 roku

### 2009
13–15 sierpnia 2009 roku (Dinkelsbühl)
Amon Amarth, Amorphis, Anaal Nathrakh, Backyard Babies, Battlelore, Before the Dawn, Beneath the Massacre, Benighted, Black Messiah, Black Sun Aeon, Born from Pain, Brainstorm, Bury Me Deep, Callejon, Cantus Buranus, Carnifex, Cataract, Cynic, Cypecore, Cyrcus, Dagoba, Deadlock, Deathstars, Dreamshade, Elvenking, Entombed, Epica, Equilibrium, Evergreen Terrace, Evocation, Excrementory Grindfuckers, Firewind, Ghost Brigade, God Dethroned, Grand Magus, Grave, Hackneyed, Haggard, Hate, Hate Eternal, Jack Slater, J.B.O., Katatonia, Katra, Koldbrann, Kreator, Krypteria, Legion of the Damned, Life of Agony, Misery Index, Moonspell, Narziss, Nim Vind, Obscura, One Way Mirror, Opeth, Powerwolf, Protest the Hero, Psychopunch, Psycroptic, Raunchy, Razor of Occam, Sabaton, Sacred Steel, Schandmaul, Second Relation, Secrets of the Moon, Sheephead, Skyforger, Suffocation, Sylosis, The Cumshots, The Faceless, The Haunted, The New Black, The Other, The Red Chord, The Sorrow, The Storm, Unheilig, Unlight, UnSun, Urgehal, Vader, Voivod, Volbeat, Vomitory, Vreid, Walls of Jericho, Waylander

### 2010
19–21 sierpnia 2010 roku (Dinkelsbühl)
1349, Agnostic Front, Ahab, Anathema, Annotations of an Autopsy, Asphyx, Barren Earth, Behemoth, Callisto, Cannibal Corpse, Children of Bodom, Cumulo Nimbus, Dark Funeral, Dark Tranquillity, Despised Icon, Die Apokalyptischen Reiter, Dying Fetus, Eisbrecher, Eisregen, End of Green, Ensiferum, Equilibrium, Fejd, Fiddler’s Green, Frei.Wild, Feuerschwanz, Grailknights, Gorgoroth, Gwar, Hacride, Hail of Bullets, Heaven Shall Burn, Hypocrisy, Ill Niño, Insomnium, Korpiklaani, Kylesa, Leaves' Eyes, Letzte Instanz, Long Distance Calling, Macabre, Maroon, Milking the Goatmachine, Mono Inc., My Dying Bride, Necrophagist, Obituary, Origin, Orphaned Land, Pantheon I, Poisonblack, Rage, Raised Fist, Rebellion, Sepultura, Sólstafir, Subway to Sally, Suffocation, Suicidal Angels, Swallow the Sun, The 69 Eyes, The Black Dahlia Murder, The Crown, The Devil’s Blood, The Foreshadowing, Tracedawn, Undertow, Unleashed, War from a Harlots Mouth, Watain, We Butter the Bread with Butter

### 2011
18-20 sierpnia 2011 (Dinkelsbühl)
9mm Assi Rock’n’Roll, A Pale Horse Named Death, AC/DX, Aborted, Adept, Amorphis, Arch Enemy, Arcturon, As I Lay Dying, Benighted, Bold Thrower, Burden of Grief, Caliban, Comeback Kid, Corvus Corax, Criminal, Cripper, Davidian, Deadlock, Death Before Dishonor, Decapitated, Demonical, Der Weg einer Freiheit, Destruction, Devil Sold His Soul, Dezperadoz, Einherjer, Emil Bulls, Engel, Enslaved, Excrementory Grindfuckers, Facebreaker, Farewell To Arms, Farmer Boys, God Dethroned, Grand Magus, Graveyard, Guns of Moropolis, Hackneyed, Hail of Bullets, Hammerfall, Hatebreed, Hell, Helrunar, Ignite, Imperium Dekadenz, In Extremo, Interment, J.B.O., Kalmah, Kampfar, Kataklysm, Kilt, Kvelertak, Mad Sin, Marduk, Melechesh, Moonsorrow, Motorjesus, Neaera, Nervecell, Obscura, Postmortem, Powerwolf, Primordial, Ranz Böllner and the Heavy Metal Warriors, Rev 16:8, Rotting Christ, Saltatio Mortis, Scar Symmetry, Secrets of the Moon, Seventh Void, Shear, Skeletonwitch, Smoke Blow, Sodom, Sonic Syndicate, Stahlmann, Steve From England, Suicidal Tendencies, Swashbuckle, Sylosis, Tarja, The Haunted, The Ocean, The Sorrow, Total Chaos, Trigger the Bloodshed, Turisas, Týr, Vader, Vicious Rumors, Vogelfrey, Volksmetal, Vomitory, Vreid, Weissglut, Witchery, Wolf, Your Demise

### 2012
16-18 sierpnia 2012 (Dinkelsbühl)
Agrypnie, Ahab, Alcest, Amoeba, Amon Amarth, Anaal Nathrakh, Asirius, ASP, Asphyx, Audrey Horne, Before The Dawn, Behemoth, Be’lakor, Bembers, Betontod, Black Sheriff, Black Sun Aeon, Blasmusik Illenschwang, Bleed from Within, Born from Pain, Buffet of Fate, Bullet, Cattle Decapitation, Corvus Corax, Crowbar, Darkest Hour, Dark Tranquillity, Deathstars, Deez Nuts, Desaster, Devil Train, Dew-Scented, Die Apokalyptischen Reiter, Die Kassierer, Eisregen, Eluveitie, Entrails, Epica, Eskimo Callboy, Every Time I Die, Excrementory Grindfuckers, Farsot, Ghost Brigade, Gloriro Belli, Goodbye to Gravity, Graveworm, Hatesphere, Heidevolk, Helheim, Iced Earth, Immortal, Incantation, In Solitude, Insomnium, Jasta vs. Windstein, Katatonia, Krisiun, Lacuna Coil, Mambo Kurt, Menhir, Mono Inc., Morgoth, Municipal Waste, Mystic Prophecy, Naglfar, Napalm Death, Negarm, Nifelheim, Night in Gales, Nile, Nitrogods, Norma Jean, Obscure Sphinx, Ohrenfeindt, Oomph!, Paradise Lost, Peter Pan Speedrock, Rage, Roterfeld, Sepultura, Shining, Sick of It All, Six Feet Under, Skies Country Trash, Stier, Subway to Sally, Tankard, Tanzwut, Tasters, Terror, The Foreshadowing, The Rotted, The Unguided, Toxic Holocaust, Unearth, Unleashed, Vallenfyre, We Butter The Bread With Butter, While She Sleeps, Within Temptation, Without Words

### 2013
15-17 sierpnia 2013 (Dinkelsbühl)
Agnostic Front, Alestorm, Amorphis, Anthrax, Architects, Arkona, Bembers, Benediction, Blasmusik Illenschwang, Bob Wayne & The Outlaw Carnies, Bury Tomorrow, Carach Angren, Cliteater, Cult of Luna, Cultus Ferox, Dark Funeral, Das Niveau, Der W, Der Weg Einer Freiheit, Deserted Fear, Destruction, DevilDriver, Dr. Living Dead, Dying Fetus, Eddie Spaghetti, Eisbrecher, End of Green, Ensiferum, Enslaved, Evergreen Terrace, Evocation, Exodus, Fear Factory, Feuerschwanz, Fiddler’s Green, Finntroll, Firewind, First Blood, Gasmac Gilmore, Grand Supreme Blood Court, Grave, Haggard, Hammercult, Hate, Hatebreed, Honigdieb, Illdisposed, In Flames, Knorkator, Korpiklaani, Lamb Of God, Leaves Eyes, Letzte Instanz, Long Distance Calling, Madball, Marduk, Merrimack, MISANTHROPE, Moonspell, Mustasch, Nasty, Neaera, Necrophobic, Nocte Obducta, Orden Ogan, Orphaned Land, Powerwolf, Primordial, Pro Pain, Revel in Flesh, Rotten Sound, Sabaton, Saltatio Mortis, Sister Sin, Ski-King & Band, Soilwork, Sólstafir, The Bones, The Vision Bleak And The Shadow Philharmonics, Tiamat, Tragedy, Tristania, Vader, Van Canto, Vkgoeswild, Volksmetal, Walls Of Jericho, We Came as Romans, Whitechapel, Wild Zombie Blast Guide, Winterfylleth, Witchcraft, Year of the Goat